# Meridiano 140 E
O meridiano 140 E é um meridiano que, partindo do Polo Norte, atravessa o Oceano Ártico, Ásia, Oceano Pacífico, Australásia, Oceano Índico, Oceano Antártico, Antártida e chega ao Polo Sul. Forma um círculo máximo com o Meridiano 40 W.
Começando no Polo Norte, o meridiano 140 Este tem os seguintes cruzamentos sucessivos:
| País, território ou mar | Notas |
| ----------------------- | --- |
| Oceano Ártico           | |
| Rússia                  | Iacútia - Ilha Kotelny |
| Mar de Laptev           | |
| Rússia                  | Iacútia - Ilha Grande Lyakhovsky |
| Mar de Laptev           | |
| Rússia                  | Iacútia Krai de Khabarovsk |
| Mar de Okhotsk          | |
| Rússia                  | Krai de Khabarovsk |
| Mar do Japão            | |
| Japão                   | Ilha Hokkaidō |
| Mar do Japão            | |
| Japão                   | Ilha Hokkaidō |
| Mar do Japão            | |
| Japão                   | Ilha Honshū |
| Mar do Japão            | |
| Japão                   | Ilha Honshū |
| Baía de Tóquio          | |
| Japão                   | Ilha Honshū - Passa na Península de Bōsō |
| Oceano Pacífico         | Passa a leste das ilhas Hachijōjima e Aogashima, pelos Rochedos Bayonaise, e a oeste da Ilha Smith e Torishima, Japão · Passa a leste do Atol Ulithi, Estados Federados da Micronésia |
| Indonésia               | Ilha da Nova Guiné |
| Mar de Arafura          | |
| Golfo de Carpentária    | |
| Austrália               | Queensland Austrália Meridional |
| Oceano Índico           | |
| Oceano Antártico        | |
| Antártida               | Terra Adélia, reclamada pela França |